# مارک-آندری گرانیانی
مارک-آندری گرانیانی (فرانسوی: Marc-André Gragnani‎؛ زادهٔ ۱۱ مارس ۱۹۸۷) بازیکن هاکی روی یخ اهل کانادا است.
از باشگاه‌هایی که در آن بازی کرده‌است می‌توان به ونکوور کناکز و کارولینا هوریکانز اشاره کرد.